# Prêmio Cultura Galega à Promoção Cultural da Galiza
O Prêmio Cultura Galega à Promoção Cultural da Galiza (do galego: Premio Cultura Galega á Promoción Cultural de Galicia) é um galardão concedido como parte dos Prêmios da Cultura Galega pela Junta de Galiza a pessoas físicas ou jurídicas com "trajectória alinhada à expanssão cultural da Galiza, à promoção da nossa cultura fóra da comunidade autônoma e à sua difusão no exterior". Os premiados são seleccionados por um jurado único formado por doce pessoas. 
Os prêmios convocaram-se por primeira vez no ano 2010, ainda que naceram como continuação dos Prêmios Nacionais da Cultura Galega, criados em 2008 e que tiveram uma única edição. A diferença do anterior, concedido ao Laboratório de Formas, este prêmio não tem dotação econômica.

## Premiados
- 2010: Editorial Galaxia.
- 2011: Carlos Núñez.
- 2012: Associação Internacional de Estudos Galegos[3]
- 2013: Colégio Santiago Apóstolo de Buenos Aires[4].